# 乙酰丙酮氧钒(IV)
乙酰丙酮氧钒(IV)是VO2+的乙酰丙酮盐，化学式为VO(acac)2，其中V为+4价。这个配合物的钒酰基（VO2+）通过两个O原子分别连接至两个乙酰丙酮离子（acac-）。它和其它电中性的乙酰丙酮盐一样，难溶于水。

## 制备
该配合物可由四价钒化合物，如硫酸氧钒(IV)制备：
VOSO4  +  2 Hacac  →   VO(acac)2  + H2SO4
它也能通过五氧化二钒和乙酰丙酮的氧化还原反应制备。但是其中一部分乙酰丙酮会被氧化为戊三酮。

## 拓展链接
- Oxidations tutorial（页面存档备份，存于）